# Pulfero
Pulfero (słoweń. Podbonesec) – miejscowość i gmina we Włoszech, w regionie Friuli-Wenecja Julijska, w prowincji Udine.
Według danych na rok 2004 gminę zamieszkiwały 1203 osoby, 25,6 os./km².